# Monacos Grand Prix 1950
Monacos Grand Prix 1950 var det andra av sju lopp ingående i formel 1-VM 1950.  Detta var det första F1-loppet som kördes i Monaco.

## Resultat
1. Juan Manuel Fangio, Alfa Romeo, 8+1 poäng
2. Alberto Ascari, Ferrari, 6
3. Louis Chiron, Maserati, 4
4. Raymond Sommer, Ferrari, 3
5. Prince Bira, Enrico Platé (Maserati), 2
6. Bob Gerard, Bob Gerard (ERA)
7. Johnny Claes, Ecurie Belge (Talbot-Lago-Talbot)

### Förare som bröt loppet
- Luigi Villoresi, Ferrari (varv 63, drivaxel)
- Philippe Étancelin, Philippe Étancelin Talbot-Lago-Talbot (38, oljeläcka)
- José Froilán González, Scuderia Achille Varzi (Maserati) (1, olycka)
- Nino Farina, Alfa Romeo (0, olycka)
- Luigi Fagioli, Alfa Romeo (0, olycka)
- Louis Rosier, Ecurie Rosier (Talbot-Lago-Talbot) (0, olycka)
- Robert Manzon, Gordini (Simca-Gordini) (0, olycka)
- Emmanuel de Graffenried, Enrico Platé (Maserati) (0, olycka)
- Maurice Trintignant, Gordini (Simca-Gordini) (0, olycka)
- Cuth Harrison, Cuth Harrison (ERA) (0, olycka)
- Franco Rol, Maserati (0, olycka)
- Harry Schell, Horschell Racing Corporation (Cooper-JAP) (0, kollision)

### Förare som ej startade
- Alfredo Piàn, Scuderia Achille Varzi (Maserati) (olycka)
- Peter Whitehead, Peter Whitehead (Ferrari) (motor)